# Leo Huttrop
Leo Robert Huttrop (geboren 18. Februar 1887 in Essen-Huttrop; gestorben 1. Mai 1972 in Bonn) war ein preußischer Landrat.

## Leben
Der Katholik Leo Huttrop war ein Sohn des Landwirts Theodor Huttrop und dessen Ehefrau Anna Maria Franziska Huttrop, geborene Schulte Kellinghaus genannt Husmann. Nach dem Besuch des Burggymnasiums in Essen mit abschließender Ablegung der Reifeprüfung im Jahr 1907, nahm er zunächst ein Studium der Architektur an der Technischen Hochschule in Aachen bzw. in Danzig auf, wechselte dann aber an die Universität München (Medizin), ehe er in Greifswald, erneut München und Bonn Rechtswissenschaften belegt und auch zum Abschluss bringt. Seit 1907 war er Mitglied der katholischen Studentenverbindung KDStV Burgundia München.
Mit Ablegung des ersten Staatsexamens setzte Huttrop seine juristische Ausbildung nach der Ernennung zum Gerichtsreferendar am 11. April 1912, unterbrochen durch seine Teilnahme am Ersten Weltkrieg von 1914 bis 1918, im Preußischen Justizdienst fort. Im Juni 1921 die große Staatsprüfung ablegend, findet Huttrop ab dem 1. September desselben Jahres als Regierungsassessor im Reichsministerium für Wiederaufbau Beschäftigung, wo er zum 1. April 1922 auch zum Regierungsrat ernannt wird. Im Mai 1923 als Probejustiziar an die Regierung Düsseldorf überwiesen, vertrat er während seiner dortigen Tätigkeit neben anderen auch kurzzeitig den durch die Interalliierte Rheinlandkommission ausgewiesenen Landrat des Kreis Moers, Günther van Endert. Nach der Umsetzung des Landrates des Kreis Wipperfürth, Eduard Wessel nach Siegburg, zum 1. November 1924 zunächst mit der vertretungsweisen und schließlich am 12. Februar 1925 mit der kommissarischen Verwaltung des Kreis Wipperfürth beauftragt, erhält Huttrop am 24. April 1925 die definitive Ernennung zum Landrat in Wipperfürth. Er verbleibt in dieser Stellung bis zur Auflösung des Kreises und wird auf Beschluss vom 19. August zum 30. September 1932 in den einstweiligen Ruhestand versetzt. Bis zum März 1933 als Staatskommissar für die Ämterneugliederung in Rheinland-Westfalen mit dem Sitz in Köln eingesetzt, wechselt er dann formal als „Landrat im einstweiligen Ruhestand“ an die Regierung Köln, wo er ab dem 23. August 1935 wieder als Regierungsrat im Stellenplan geführt wird. 1945, mit dem Zusammenbruch der bisherigen Verwaltung entlassen, wird Leo Huttrop mit Urkunde vom 26. September 1949 aufgrund der 1. Sparverordnung des neu gebildeten Landes Nordrhein-Westfalen zum 1. März 1950 in den Ruhestand versetzt. Bereits seit 1945 bewirtschaftete er das Gut Marienforst unweit Bad Godesberg.
Politisch gehörte Huttrop seit 1924 dem Zentrum als Mitglied an.
Huttrop heiratete 1935 Thesy Bensberg (geboren 4. Oktober 1902 in Köln, gestorben nach 1972, verwitwete Auer), eine Tochter des Fabrikarbeiters Gerhard Bensberg.